# Horst Langer (Ingenieurwissenschaftler)

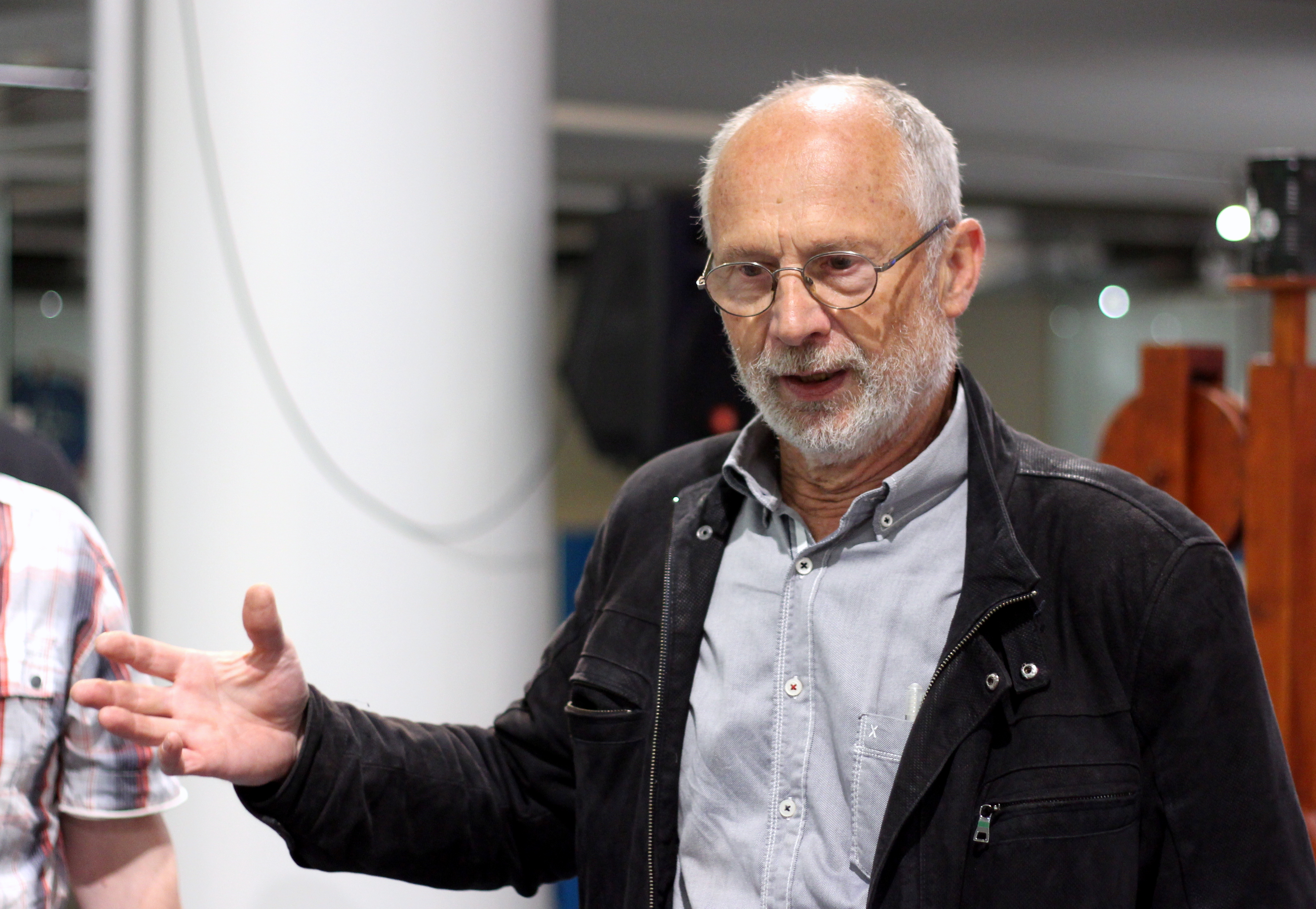
Horst Langer, 2016 im Deutschen Museum Bonn

Horst Langer (* 1941/1942) ist ein deutscher Hochschullehrer. Er lehrte bis zu seiner Pensionierung im Jahre 2010 am Fachbereich Ingenieurwissenschaften und Mathematik der Fachhochschule Bielefeld.

## Leben
Nach Studium und Promotion zum Dr.-Ing. war Langer zunächst in der Privatwirtschaft tätig. Im Laufe seiner Karriere leitete er fünf Jahre die Entwicklungsabteilung eines industriellen Großunternehmens. 1984 erhielt er einen Ruf an die Fachhochschule Bielefeld. Dort lehrte er im Studiengang Produktentwicklung in den Fächern Konstruktion, Konstruktionslehre, Technische Mechanik, Getriebetechnik und Tribologie.
2008 erhielt er den Synergiepreis der Fachhochschule Bielefeld. Mit dem Preis wird die fach- bzw. fachbereichsübergreifende Zusammenarbeit in der Lehre gefördert.

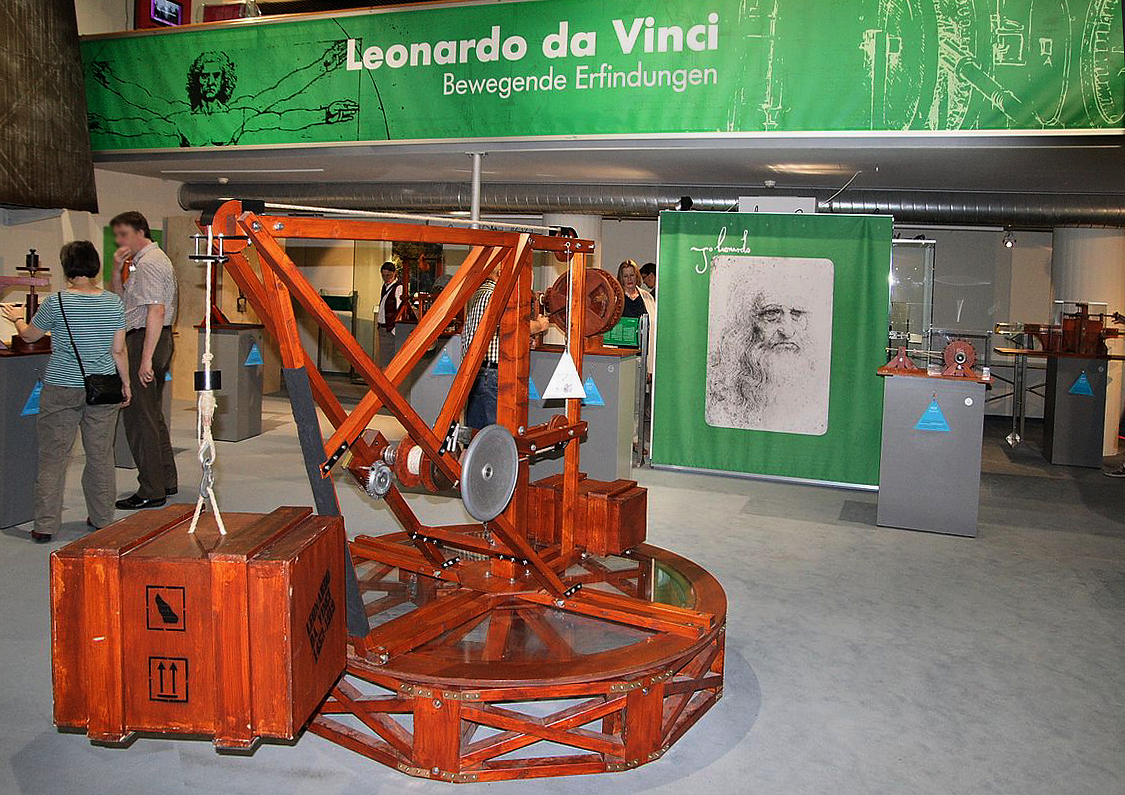
Zentrales Exponat der Leonardo-Ausstellung: ein Ladekran

Als Kurator der Ausstellung Leonardo da Vinci – Bewegende Erfindungen war er bis 2018 für die Fachhochschule Bielefeld tätig. Sie ist als Wanderausstellung mit insgesamt etwa 200 Objekten (Bildern, Skizzen, Tafeln, Tüchern) europaweit auf Tour. Die Ausstellung wurde vom 14. Juni bis zum 14. August 2016 im Deutschen Museum Bonn erneut – erstmals 2010 bis 2011 – gezeigt.